# Dysodia
Dysodia är ett släkte av fjärilar. Dysodia ingår i familjen Thyrididae.

## Dottertaxa tillDysodia, i alfabetisk ordning[1]
- Dysodia acrotoma
- Dysodia albifurca
- Dysodia amania
- Dysodia angulisola
- Dysodia antennata
- Dysodia bifenestrata
- Dysodia binoculata
- Dysodia borro
- Dysodia callista
- Dysodia collinsi
- Dysodia confusata
- Dysodia constellata
- Dysodia crassa
- Dysodia derufata
- Dysodia dixozona
- Dysodia fenestrata
- Dysodia fenestratella
- Dysodia ferruginous
- Dysodia flagrata
- Dysodia flavidula
- Dysodia floridana
- Dysodia fumida
- Dysodia granulata
- Dysodia hamata
- Dysodia hypothyris
- Dysodia immargo
- Dysodia incognita
- Dysodia ingenicula
- Dysodia innubila
- Dysodia intermedia
- Dysodia lineata
- Dysodia longalis
- Dysodia lusia
- Dysodia lutescens
- Dysodia magnifica
- Dysodia miniata
- Dysodia monava
- Dysodia nipsa
- Dysodia nomima
- Dysodia oculatana
- Dysodia parvita
- Dysodia pennitarsis
- Dysodia plena
- Dysodia pyrsocoma
- Dysodia rajah
- Dysodia remie
- Dysodia rufiflava
- Dysodia sica
- Dysodia siccifolia
- Dysodia speculifera
- Dysodia spissicornis
- Dysodia subsignata
- Dysodia summargo
- Dysodia thyridina
- Dysodia traumatias
- Dysodia viridatrix
- Dysodia vitrina
- Dysodia zellerii